# Harry Potter: Kampf um Hogwarts
Harry Potter: Kampf um Hogwarts (englischer Originaltitel: Harry Potter: Hogwarts Battle) ist ein kooperatives Deck-Building-Kartenspiel von Forrest-Pruzan Creative, Kami Mandell und Andrew Wolf, das 2016 bei dem amerikanischen Verlag USAopoly erschien. 2017 wurde es in die Mensa Select Games der Vereinigung Mensa International aufgenommen. Ab 2019 erschien es in mehreren Übersetzungen international, darunter auch in einer deutschsprachigen Ausgabe bei Kosmos Spiele.

## Hintergrund und Spielmaterial
Harry Potter: Kampf um Hogwarts ist ein kooperatives Kartenspiel, das auf der Spielmechanik des Deck-Building wie bei Spielen wie etwa Dominion aufbaut und bei dem die Mitspieler über mehrere Runden die Zauberschule Hogwarts aus den Romanen um den fiktiven Zaubereischüler Harry Potter verteidigen. Das Spiel läuft über sieben Abenteuer mit jeweils eigenem Kartensatz, bei dem die Mitspieler die Rollen von Harry Potter, Ron Weasley, Hermine Granger und Neville Longbottom übernehmen, um die Angriffe der Unterstützer von Lord Voldemort abzuwehren.
Das Spielmaterial besteht aus sieben verschlossenen Kartensets, die jeweils eigene Regelmodifikationen enthalten. Als zusätzliches Spielmaterial gibt es
- Spielplan als Kartenablage
- 4  Heldentafeln
- 4 Stärkemarker
- 8 Macht-des-Bösen-Marker
- 35 Angriffsmarker
- 25 Einflußmarker
- 9 Sortierkarten[1]

Die verschlossenen Kartensets enthalten jeweils unterschiedliche Anzahlen von Karten verschiedener Typen. Dabei handelt es sich um Orte, Karten der Dunklen Künste, Bösewichte, Hogwarts-Karten, Helden und Helden-Startkarten.

## Spielweise
Der Spielplan wird in die Mitte des Spielfeldes gelegt und jeder Spieler bekommt eine Heldentafel und einen Stärke-Maker, die er vor sich ablegt. Zu Beginn jedes Abenteuers werden die Karten des Abenteuersets entsprechend der Spielanleitung und der zusätzlichen Regeln im Set ausgelegt, das zusätzliche Spielmaterial wird bereits gelegt. Dabei werden die Ortskarten, die Dunkle-Künste-Karten und die Bösewichte auf der linken Seite des Spielbretts und die Hogwarts-Karten auf der rechten Seite ausgelegt. Die Heldenkarten, die Zugübersichtskarten und die Helden-Startkarten bekommen die jeweiligen Spieler. Diese mischen ihr Startset und legen es verdeckt neben ihrer Heldentafel aus, dann ziehen sie jeweils fünf Handkarten, die sie in ihrem ersten Zug nutzen können.
Die verschiedenen Kartentypen sind unterschiedlich aufgebaut. Die Bösewicht-Karten enthalten jeweils neben einem Namen und einem Porträt Angaben zu den individuellen Fähigkeiten und der Stärke der Personen, gegen die Angriffs-Marker verwendet werden müssen sowie der Belohnung, die die Spieler bekommen, wenn sie den Charakter besiegen. Die Hogwarts-Karten sind verschiedenen Typen zugeordnet (Gegenstände, Sprüche oder Verbündete) und enthalten neben einer Charakterisierung  und einem Namen eine Angabe zum Effekt, der eintritt, wenn die Karte gespielt wird, sowie zu den Kosten, die ausgegeben werden müssen, um die Karte zu bekommen.
Die Spieler bzw. Charaktere spielen nacheinander und jeder Spielzug besteht aus vier Phasen. In der ersten Phase werden Karten der Dunklen Künste aufgedeckt, die Anzahl ist dabei von der ausliegenden Ortskarte abhängig. Alle Effekte, die die Karten vorgeben, werden nacheinander durchgeführt, danach kommen sie auf den Ablagestapel neben dem Nachziehstapel. Wurde die letzte Karte des Nachziehstapels verwendet, werden die Karten des Ablagestapels gemischt und bilden den neuen Nachziehstapel. Danach werden in der zweiten Phase die Effekte des aktuell ausliegenden Bösewichts ausgeführt.
In der dritten Phase werden Hogwarts-Karten ausgespielt und Heldenaktionen durchgeführt. In dieser Phase kann der aktive Spieler in beliebiger Reihenfolge Karten aus seinem Auslagedeck ausspielen, um Ressourcen zu bekommen oder den aktuellen Bösewicht anzugreifen sowie mit Hilfe von Einfluss-Markern Hogwarts-Karten aus der Auslage zu kaufen. Alle ausgespielten und auch alle neu erworbenen Karten werden auf den persönlichen Ablagestapel gelegt.
Nachdem der aktive Spieler seine Aktionen durchgeführt hat, folgt die vierte Phase des Zuges. Dabei wird zuerst überprüft, ob die Bösewichter mit ihren Macht-des-Bösen-Markern den ausliegenden Ort übernommen haben und dieser ausgetauscht werden muss und ob der Bösewicht durch die Anzahl der auf ihm liegenden Angriffs-Marker besiegt ist und ausgetauscht wird. Danach werden die Hogwarts-Karten in der Auslage aufgefüllt. Der Spieler legt alle seine Handkarten auf den Ablagestapel und zieht fünf neue Handkarten, wenn der Nachziehstapel leer ist, wird der Ablagestapel gemischt und zum neuen Nachziehstapel, wobei er dann auch die neu erworbenen Karten der Runde enthält. Danach ist der nächste Spieler am Zug.
Das Spiel bzw. das aktuelle Abenteuer endet, wenn die Spieler entweder alle Bösewichte des Sets besiegt und damit das Spiel gewonnen haben, oder wenn die Bösewichte es schaffen, alle Orte des Sets zu erobern und die Spieler somit das Abenteuer verlieren.

## Ausgaben und Rezeption
Harry Potter: Kampf um Hogwarts wurde als Harry Potter: Hogwarts Battle von der Denkfabrik Forrest-Pruzan Creative zusammen mit Kami Mandell und Andrew Wolf entwickelt und erschien 2016 bei dem amerikanischen Verlag USAopoly. Ab 2019 erschien es in mehreren Übersetzungen international, darunter auch in einer deutschsprachigen Ausgabe bei Kosmos Spiele. Daneben erschienen Ausgaben auf Polnisch (Rebel), Ungarisch (Reflexshop), Tschechisch (REXhry), Italienisch, Spanisch, Russisch, Slowakisch und Rumänisch.
Das Erweiterungsspiel Harry Potter: Die Monsterbox der Monster-Erweiterung führt neben einem neuen spielbaren Charakter auch neue Bösewichte und Karten ein.
2017 wurde es in die Mensa Select Games der Vereinigung Mensa International aufgenommen. Der Spielekritiker Udo Bartsch bewertet das Spiel in seinem Blog „Rezensionen für Millionen“ als reizvoll, sieht allerdings auch einige Schwächen in der Szenariogestaltung und wenig Wiederspielwert, wenn das Spiel einmal durchgespielt ist.

## Belege
1. 1 2 3 4 5 6 7 8   Offizielle Spielregeln für Harry Potter: Kampf um Hogwarts, Kosmos Spiele 2019.
2. ↑  Versionen von Harry Potter: Kampf um Hogwarts in der Spieledatenbank BoardGameGeek (englisch); abgerufen am 4. Oktober 2022.
3. ↑  Harry Potter: Kampf um Hogwarts: Die Monsterbox-Erweiterung. Abgerufen am 23. April 2024.
4. ↑  2017 Mensa Select® Winners Announced auf der Website von Mensa, 24. April 2017; abgerufen am 15. Februar 2020.
5. ↑  Udo Bartsch: Harry Potter: Kampf um Hogwarts, Rezension in „Rezensionen für Millionen“, 19. Oktober 2019; abgerufen am 15. Februar 2020.